# Thử nghiệm chuyến bay quỹ đạo của Boeing
Boeing Orbital Flight Test, còn được gọi là Boe-OFT, là sứ mệnh quỹ đạo đầu tiên của tàu vũ trụ Boeing CST-100 Starliner, được tiến hành bởi Boeing Defense, Space & Security như một phần của chương trình bay thương mại của NASA. Nhiệm vụ được lên kế hoạch là chuyến bay thử nghiệm kéo dài tám ngày bằng tàu vũ trụ, bay đến một điểm hẹn và lắp ghép với Trạm vũ trụ quốc tế (ISS) và hạ cánh ở miền tây Hoa Kỳ. Nhiệm vụ đã được triển khai thành công vào ngày 20 tháng 12 năm 2019 lúc 6:36 sáng EST, tuy nhiên thời gian nhiệm vụ trôi qua của tàu vũ trụ đã bị trôi qua, đồng hồ trôi ba mươi mốt phút và khiến tàu vũ trụ bắt đầu tái lập thời gian không chính xác khi vào quỹ đạo, ngăn chặn một điểm hẹn với ISS. Sự bất thường này khiến nhiệm vụ giảm xuống còn hai ngày. Tàu vũ trụ dự kiến hạ cánh ngày 22 tháng 12 năm 2019 lúc 7:57 sáng EST.